# Mistrzostwa Świata w Narciarstwie Klasycznym 2007
Mistrzostwa Świata w narciarstwie klasycznym 2007 – mistrzostwa świata w narciarstwie klasycznym, które odbyły się w japońskim Sapporo od 22 lutego do 4 marca 2007.

## Reprezentacje państw uczestniczących w mistrzostwach
W nawiasach (  ) podano liczbę reprezentantów danego kraju
| - Andora (1) - Armenia (5) - Australia (8) - Austria (22) - Belgia (1) - Białoruś (12) - Brazylia (3) - Bułgaria (2) - Chiny (11) - Chorwacja (2) - Czechy (21) - Dania (1) - Estonia (13) - Etiopia (1) - Finlandia (29) - Francja (19) | - Grecja (5) - Hiszpania (2) - Irlandia (1) - Izrael (2) - Japonia (24) - Kanada (18) - Kazachstan (28) - Kenia (1) - Kirgistan (2) - Korea Południowa (6) - Liechtenstein (1) - Litwa (1) - Luksemburg (1) - Łotwa (3) - Macedonia Północna (4) - Niemcy (31) - Norwegia (33) | - Nowa Zelandia (3) - Polska (8) - Portugalia (1) - Południowa Afryka (1) - Rosja (32) - Rumunia (2) - Słowacja (8) - Słowenia (15) - Stany Zjednoczone (19) - Szwajcaria (22) - Szwecja (18) - Turcja (3) - Ukraina (14) - Węgry (5) - Wielka Brytania (1) - Włochy (19) |

## Prowadzący w Pucharze Świata przed mistrzostwami świata
16 lutego 2007 pierwsze trzy pozycje w Pucharze Świata zajmowali:
| Mężczyźni                                    | Lider                         | Drugi                          | Trzeci                          |
| Kombinacja norweska                          | Hannu Manninen, Finlandia     | Magnus Moan, Norwegia          | Christoph Bieler, Austria       |
| Skoki narciarskie                            | Anders Jacobsen, Norwegia     | Gregor Schlierenzauer, Austria | Adam Małysz, Polska             |
| Biegi narciarskie (klasyfikacja ogólna)      | Tobias Angerer, Niemcy        | Aleksander Legkow, Rosja       | Tor Arne Hetland, Norwegia      |
| Biegi narciarskie (klasyfikacja długodyst.)  | Tobias Angerer, Niemcy        | Vincent Vittoz, Francja        | Aleksander Legkow, Rosja        |
| Biegi narciarskie (klasyfikacja sprinterska) | Jens Arne Svartedal, Norwegia | Tor Arne Hetland, Norwegia     | Trond Iversen, Norwegia         |
| Kobiety                                      | Lider                         | Drugi                          | Trzeci                          |
| Biegi narciarskie (klasyfikacja ogólna)      | Virpi Kuitunen, Finlandia     | Marit Bjørgen, Norwegia        | Kateřina Neumannová, Czechy     |
| Biegi narciarskie (klasyfikacja długodyst.)  | Virpi Kuitunen, Finlandia     | Kateřina Neumannová, Czechy    | Riitta-Liisa Roponen, Finlandia |
| Biegi narciarskie (klasyfikacja sprinterska) | Natalja Matwiejewa, Rosja     | Virpi Kuitunen, Finlandia      | Jewgienija Szapowałowa, Rosja   |

Ostatnia opublikowana lista startowa zawiera 485 zawodników z 19 krajów. Zawiera ona 125 kobiet z 33 krajów oraz 197 mężczyzn z 48 krajów w biegach narciarskich, 68 mężczyzn z 17 krajów w kombinacji norweskiej oraz 93 mężczyzn z 21 krajów w skokach narciarskich.

## Biegi narciarskie

### Biegi narciarskie mężczyzn
| Konkurencja        | Data           | Złoto                                                                 | Srebro                                                                         | Brąz                                                                       | Miejsca Polaków                               |
| ------------------ | -------------- | --------------------------------------------------------------------- | ------------------------------------------------------------------------------ | -------------------------------------------------------------------------- | --------------------------------------------- |
| Sprint             | 22 lutego 2007 | Jens Arne Svartedal                                                   | Mats Larsson                                                                   | Eldar Rønning                                                              | 10. Janusz Krężelok 29. Maciej Kreczmer       |
| Sprint drużynowy   | 23 lutego 2007 | Włochy · Renato Pasini · Cristian Zorzi                               | Rosja · Nikołaj Moriłow · Wasilij Roczew                                       | Czechy · Dušan Kožíšek · Milan Šperl                                       | 5. Polska · Maciej Kreczmer · Janusz Krężelok |
| 30 km              | 24 lutego 2007 | Axel Teichmann                                                        | Tobias Angerer                                                                 | Pietro Piller Cottrer                                                      | –                                             |
| 15 km              | 28 lutego 2007 | Lars Berger                                                           | Leanid Karnijenka                                                              | Tobias Angerer                                                             | 36. Janusz Krężelok 87. Maciej Kreczmer       |
| Sztafeta 4 × 10 km | 2 marca 2007   | Norwegia Odd-Bjørn Hjelmeset Petter Northug Lars Berger Eldar Rønning | Rosja Nikołaj Pankratow Wasilij Roczew Aleksander Legkow Jewgienij Diemientjew | Szwecja Martin Larsson Mathias Fredriksson Marcus Hellner Anders Södergren | –                                             |
| 50 km              | 4 marca 2007   | Odd-Bjørn Hjelmeset                                                   | Frode Estil                                                                    | Jens Filbrich                                                              | –                                             |

### Biegi narciarskie kobiet
| Konkurencja       | Data           | Złoto                                                                            | Srebro                                                                           | Brąz                                                                           | Miejsca Polaków       |
| ----------------- | -------------- | -------------------------------------------------------------------------------- | -------------------------------------------------------------------------------- | ------------------------------------------------------------------------------ | --------------------- |
| Sprint            | 22 lutego 2007 | Astrid Jacobsen                                                                  | Petra Majdič                                                                     | Virpi Kuitunen                                                                 | 17. Justyna Kowalczyk |
| Sprint drużynowy  | 23 lutego 2007 | Finlandia · Virpi Kuitunen · Riitta-Liisa Roponen                                | Niemcy · Claudia Künzel-Nystad · Evi Sachenbacher-Stehle                         | Norwegia · Marit Bjørgen · Astrid Jacobsen                                     | –                     |
| 15 km             | 25 lutego 2007 | Olga Zawjałowa                                                                   | Kateřina Neumannová                                                              | Kristin Størmer Steira                                                         | 9. Justyna Kowalczyk  |
| 10 km             | 27 lutego 2007 | Kateřina Neumannová                                                              | Olga Zawjałowa                                                                   | Arianna Follis                                                                 | 18. Justyna Kowalczyk |
| Sztafeta 4 × 5 km | 1 marca 2007   | Finlandia Virpi Kuitunen Aino-Kaisa Saarinen Riitta-Liisa Roponen Pirjo Manninen | Niemcy Stefanie Böhler Viola Bauer Claudia Künzel-Nystad Evi Sachenbacher-Stehle | Norwegia Vibeke Skofterud Marit Bjørgen Kristin Størmer Steira Astrid Jacobsen | –                     |
| 30 km             | 3 marca 2007   | Virpi Kuitunen                                                                   | Kristin Størmer Steira                                                           | Therese Johaug                                                                 | –                     |

## Kombinacja norweska
| Konkurencja                | Data           | Złoto                                                                  | Srebro                                                                  | Brąz                                                          | Miejsca Polaków |
| -------------------------- | -------------- | ---------------------------------------------------------------------- | ----------------------------------------------------------------------- | ------------------------------------------------------------- | --------------- |
| Sprint HS 134 / 7,5 km     | 23 lutego 2007 | Hannu Manninen                                                         | Magnus Moan                                                             | Björn Kircheisen                                              |                 |
| Sztafeta 4 × 5 km          | 25 lutego 2007 | Finlandia Anssi Koivuranta Janne Ryynänen Jaakko Tallus Hannu Manninen | Niemcy Sebastian Haseney Ronny Ackermann Tino Edelmann Björn Kircheisen | Norwegia Håvard Klemetsen Espen Rian Petter Tande Magnus Moan |                 |
| Gundersen HS 100 / 15,0 km | 3 marca 2007   | Ronny Ackermann                                                        | Bill Demong                                                             | Anssi Koivuranta                                              |                 |

## Skoki narciarskie
| Konkurencja                     | Data           | Złoto                                                                                   | Srebro                                                                  | Brąz                                                                    | Miejsca Polaków                                                    |
| ------------------------------- | -------------- | --------------------------------------------------------------------------------------- | ----------------------------------------------------------------------- | ----------------------------------------------------------------------- | ------------------------------------------------------------------ |
| Duża skocznia indywidualnie     | 24 lutego 2007 | Simon Ammann                                                                            | Harri Olli                                                              | Roar Ljøkelsøy                                                          | 4. Adam Małysz 13. Kamil Stoch 35. Piotr Żyła 38. Robert Mateja    |
| Duża skocznia drużynowo         | 25 lutego 2007 | Austria · Wolfgang Loitzl · Gregor Schlierenzauer · Andreas Kofler · Thomas Morgenstern | Norwegia · Tom Hilde · Anders Bardal · Anders Jacobsen · Roar Ljøkelsøy | Japonia · Shōhei Tochimoto · Takanobu Okabe · Daiki Itō · Noriaki Kasai | 5. Polska · Kamil Stoch · Piotr Żyła · Robert Mateja · Adam Małysz |
| Normalna skocznia indywidualnie | 3 marca 2007   | Adam Małysz                                                                             | Simon Ammann                                                            | Thomas Morgenstern                                                      | 11. Kamil Stoch 40. Robert Mateja 42. Piotr Żyła                   |

## Szczegółowe wyniki

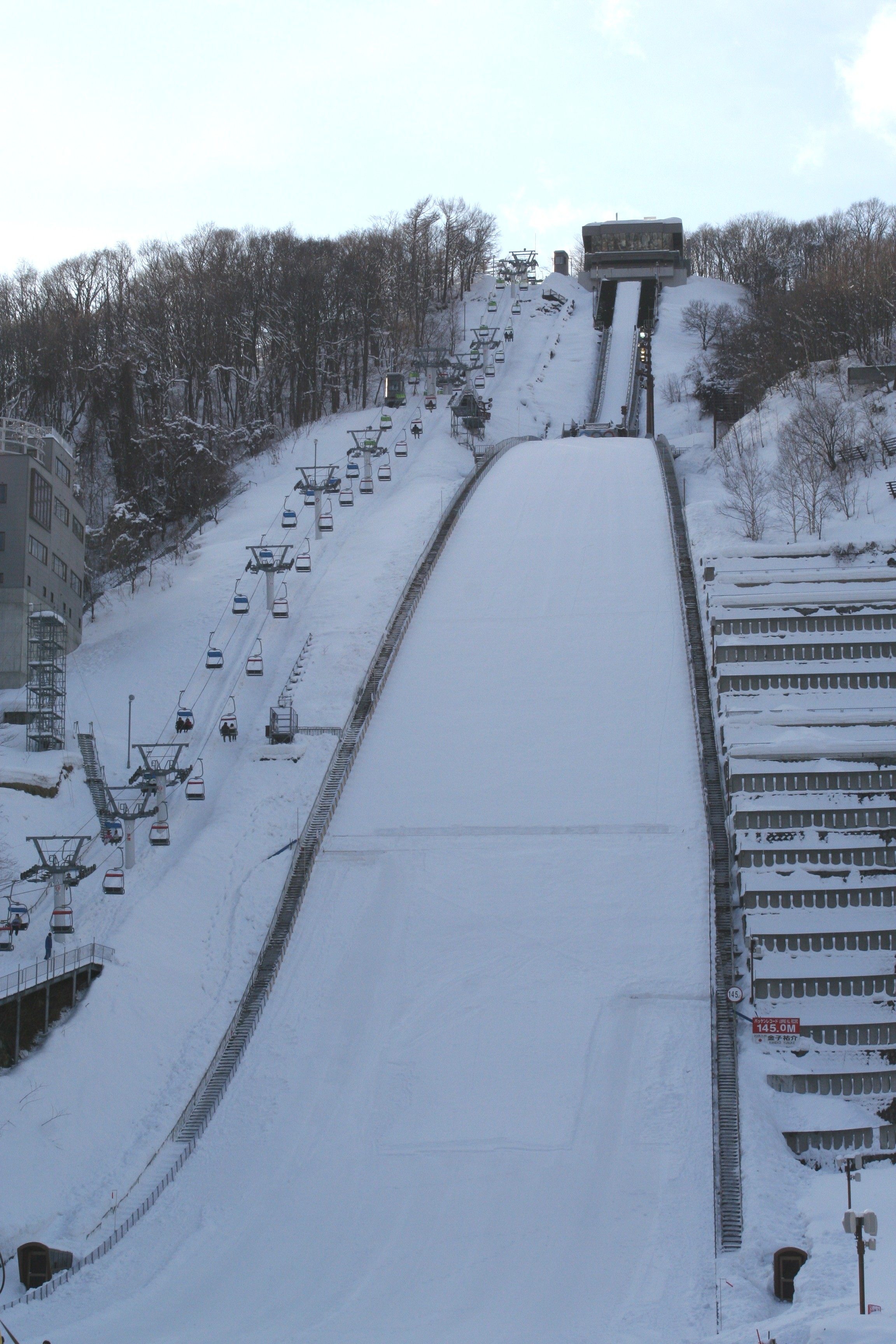
Skocznia Ōkurayama kilkanaście dni przed mistrzostwami

- Biegi narciarskie
- Kombinacja norweska
- Skoki narciarskie

## Klasyfikacja medalowa
| #   | Reprezentacja     | Złoto | Srebro | Brąz | Razem |
| --- | ----------------- | ----- | ------ | ---- | ----- |
| 1.  | Norwegia          | 5     | 4      | 7    | 16    |
| 2.  | Finlandia         | 5     | 1      | 2    | 8     |
| 3.  | Niemcy            | 2     | 4      | 3    | 9     |
| 4.  | Rosja             | 1     | 3      | 0    | 4     |
| 5.  | Czechy            | 1     | 1      | 1    | 3     |
| 6.  | Szwajcaria        | 1     | 1      | 0    | 2     |
| 7.  | Włochy            | 1     | 0      | 2    | 3     |
| 8.  | Austria           | 1     | 0      | 1    | 2     |
| 9.  | Polska            | 1     | 0      | 0    | 1     |
| 10. | Szwecja           | 0     | 1      | 1    | 2     |
| 11. | Białoruś          | 0     | 1      | 0    | 1     |
| 11. | Słowenia          | 0     | 1      | 0    | 1     |
| 11. | Stany Zjednoczone | 0     | 1      | 0    | 1     |
| 14. | Japonia           | 0     | 0      | 1    | 1     |